# Microlaimus cochleatus
Microlaimus cochleatus är en rundmaskart som beskrevs av Christian Wieser 1959. Microlaimus cochleatus ingår i släktet Microlaimus och familjen Microlaimidae. Inga underarter finns listade i Catalogue of Life.